# Kisléta
Kisléta község Szabolcs-Szatmár-Bereg vármegyében, a Nyírbátori járásban.

## Fekvése
A Nyírség déli részén helyezkedik el, a megyeszékhely Nyíregyházától 32, a környező települések közül Nyírbogáttól és Máriapócstól egyaránt 6-6, Nyírbátortól 12, Nagykállótól pedig 18 kilométerre.

### Megközelítése
Csak közúton közelíthető meg, a Nyíregyháza-Nagykálló-Nyírbátor közti 4911-es útról Máriapócsnál, vagy a Debrecen-Mátészalka közti 471-es főútról Nyírbogátnál letérve, mindkét irányból a 4929-es úton.
A hazai vasútvonalak közül a települést a Nyíregyháza–Mátészalka–Zajta-vasútvonal érinti, de megállási pontja itt nincs a vasútnak, épp csak elhalad az északi határszéle mellett. A legközelebbi vasúti csatlakozási lehetőséget így Máriapócs vasútállomás kínálja, a központtól bő 2,5 kilométerre északkeletre.

## Története
Kislétát a 14. század elején már említette írásos forrás.
Nevét az oklevelek 1322-ben említik először, a Hont-Pázmány nemzetségbeliek a Balog-Semjén nemzetség tagjait eltiltották itteni birtokuk használatától.
A 14. század vége felé a település a Báthori-család birtokai közé tartozik.
Templomát a reformátusok a 16. században vették birtokba, de 1671-ben Báthory Zsófia fegyverrel vette vissza tőlük, s átadta a katolikusoknak. A reformátusok rövid idő múltán - az ónodi országgyűlés határozata alapján - vehették újra használatba.
A 17. században a gróf Barkóczi és a Lőwey család a település főbb birtokosa.
A 18. században több nagyobb birtokosa is van, mint például a Gencsy család és Jósa család, mely a nyírbátori minorita templom egyik oltárát készíttette.
A 19. században a Barkóczi, Jósa és Gulácsy családok birtoka.
Az 1848–49-es forradalom és szabadságharcból Kisléta lakosai is kivették részüket. A szabolcsi 48-as zászlóaljjal ott voltak Budavár visszafoglalásánál, és a világosi fegyverletétel után Komárom várát védték Klapka György vezetésével.
Az 1860-as évek végén a nagyobb birtokosok mellett több kisnemes birtokosa volt a településnek; a Mikó, Madácsy, Szabó, Petneházy családok.
A 20. század elején a Bröszt család volt nagyobb birtokosa.
1920 körül a Gencsy család birtokos a településen.
2009. augusztus 3-án a faluban, a Bocskai utcában rasszista sorozatgyilkosok sörétes puskával többször rálőttek a 45 éves özvegy Balogh Máriára és 13 éves lányára. Az özvegyasszony a helyszínen meghalt, a lány életveszélyes sérüléseket szenvedett, amelyek maradandó fogyatékosságot okoztak számára.

## Közélete

### Polgármesterei
- 1990–1994: Pénzes Sándor (SZDSZ)[3]
- 1994–1998: Pénzes Sándor (SZDSZ-MSZP)[4]
- 1998–2002: Pénzes Sándor (független)[5]
- 2002–2006: Pénzes Sándor (független)[6]
- 2006–2010: Pénzes Sándor (független)[7]
- 2010–2014: Ifj. Madácsi Imre (Fidesz-KDNP)[8]
- 2014–2016: Madácsi Imre (Fidesz-KDNP)[9]
- 2016–2017: Madácsi Imre (független)[10]
- 2017–2019: Pénzes Sándor Károly (független)[11]
- 2019–2024: Pénzes Sándor Károly (független)[12]
- 2024– : Madácsiné Orosz Brigitta (független)[1]

A településen 2016. április 24-én időközi polgármester-választást kellett tartani, mert az addigi polgármesterről a Nyíregyházi Törvényszék még az előző év őszén kimondta, hogy egy korábbi, felfüggesztett börtönbüntetés kiszabásával végződött büntetőügye miatt méltatlanná vált a tisztségére. Madácsi Imre ennek ellenére elindult a választáson (immár pártszínek nélkül), és a meglehetősen nagy számú, összesen hét jelölt között magabiztosan, csaknem abszolút többséggel sikerült megerősítenie a pozícióját. Méltatlansága viszont továbbra is fennállt, ezt 2017 januárjában mondta ki jogerősen a Nyíregyházi Törvényszék, amelynek ítélete alapján mégis távoznia kellett a község éléről.

## Népesség
A település népességének változása:
| Lakosok száma | 1864 | 1906 | 1899 | 1776 | 1609 | 1596 | 1587 |
|               | 2013 | 2014 | 2015 | 2021 | 2022 | 2023 | 2024 |

2001-ben a település lakosságának 96%-a magyar, 4%-a cigány nemzetiségűnek vallotta magát.
A 2011-es népszámlálás során a lakosok 93,5%-a magyarnak, 7,9% cigánynak, 0,2% ukránnak mondta magát (6,5% nem nyilatkozott; a kettős identitások miatt a végösszeg nagyobb lehet 100%-nál). A vallási megoszlás a következő volt: római katolikus 14,1%, református 28%, görögkatolikus 34,1%, felekezeten kívüli 11,7% (11,6% nem válaszolt).
2022-ben a lakosság 84,6%-a vallotta magát magyarnak, 6,9% cigánynak, 0,5% ukránnak, 0,2% szlováknak, 0,1-0,1% németnek, románnak és ruszinnak, 1,1% egyéb, nem hazai nemzetiségűnek (15,4% nem nyilatkozott; a kettős identitások miatt a végösszeg nagyobb lehet 100%-nál). Vallásuk szerint 8,9% volt római katolikus, 19,5% református, 18,8% görög katolikus, 0,2% egyéb keresztény, 0,1% ortodox, 1,8% felekezeten kívüli (50,2% nem válaszolt).

## Nevezetességei
- Református templom - 1336-ban Szent János apostol tiszteletére szentelték fel. A 16. század közepén már református templom.
1671-ben Báthory Zsófia fegyverrel vette el a reformátusoktól, s visszaadta a katolikusoknak. Az ónodi országgyűlés azonban újra a reformátusoknak ítélte.
A templom tornyát, mely a nyugati homlokzat előtt áll, késő barokk stílusban 1827 és 1831 között építették.
- Gencsy család kastélya
- Kastélypark - A parkot még a Gencsy-család telepíttette. Az 1977 óta védett parkban található a vármegye egyik legnagyobb liliomfája.

A sétányok mellett öreg, nagy termetű fekete diófák, ritka vasfák és fatermetű somokat láthatunk, de élnek itt naggyá nőtt példányok lucfenyőkből, juharfélékből, vörösszilekből és vérszilvákból is.

## Híres személyek
- Itt született 1823. május 11-én Mezey József költő és festőművész.
- Dr. Jósa István Kislétai volt lakásának és Különös Ispotály helyét emléktáblával 1973. április 24-én, Báthori István Múzeum emléktáblával jelölte meg. Dr. Jósa István Szabolcs Vármegye első, 50 évig tartó főorvosának, 30 évig Kislétai lakosnak ünnepségeket rendeztek, mely keretén belül emlékkiállítás megnyitójára került sor.